# Wintersun
A Wintersun finn metalzenekar Helsinkiből. Jari Mäenpää alapította 2003-ban, még az Ensiferum tagjaként, ám innen el kellett jönnie, amikor az első Wintersun-lemez felvétele egybeesett az Ensiferum turnéjával.

## Történet

### Kezdetek és első lemez (2003–2006)
Az első lemez, a debütáló Wintersun anyagát Jari 17-18 évesen kezdte írni, még az Immemorial tagjaként.
Felvételekkor minden hangszert ő játszott fel a dob kivételével, amire Kai Hahtót kérte fel a Rotten Soundból. A kiadvány végül 2004. szeptember 13-án jelent meg a Nuclear Blastnél, az első számra (Beyond the Dark Sun) pedig egy videóklip is készült.
Mivel már nem volt az Ensiferum tagja, Jari a Wintersunnak szentelhette minden idejét, így nekiállt egy teljes zenekari felállást létrehozni. Kai Hahto otthagyta a Rotten Soundot, a basszusgitáros Jukka Koskinen lett a Northerből, a másik gitáros pedig az Ensiferum akkori dobosa, Oliver Fokin, ám őt hamarosan Teemu Mäntysaari váltotta fel.

### Time I (2006–2017)
A Time című második lemez felvételei 2006. május 3-án kezdődtek. A 200-300 sávból álló számokat  viszont nem volt olyan egyszerű felvenni és megkeverni, így végül csak 2012-ben jelent meg, akkor is csak az első része, a második rész csak 2024 elejére készült el.

### The Forest Seasons (2017–2023)
Amíg a rajongók a Time II-re vártak, a Wintersun 2017 januárjában egy váratlan bejelentést tett: új lemezzel készültek, The Forest Seasons címmel, ami 2017 júliusában jelent meg. Sőt, a sorozatos problémák a technikával és a kiadóval végül arra az elhatározásra sarkallták a zenekart, hogy felépítsék a saját stúdiójukat, ehhez pedig egy gyűjtést szerveztek. Ennek során márciusban a rajongók előrendelhették a The Forest Package névre hallgató csomagot, amiben az új lemez mellett az első kettő feljavított változata és más egyebek is helyet kaptak. A kitűzött összeg mindössze néhány nap alatt összegyűlt, az egy hónapos részvételi időszak végére pedig több, mint 450 000 euró, az eltervezett összeg 285 százaléka gyűlt össze. Később a dobos Kai (2019-ben) és a basszer Jukka (2022-ben) is csatlakozott a Nightwishhez, sőt a gitáros Teemu (2023 végén) a Megadethhez, ez azonban nem jelentette a Wintersun szétesését.

### Time II (2024)
2024 januárjában "meglepő" hír látott napvilágot: tizennyolc(!) év után elkészült a Time második része. Ez év tavaszán (március–április) egy újabb, a hét évvel korábbihoz hasonló gyűjtés következett, a még mindig csak félkész saját stúdió fejlesztése végett, mellyel a zenekar az előzőt is meghaladó összeget, 522 450 eurót gyűjtött össze. A résztvevők elővételben megvásárolhatták a Time Package nevű box set-et, mely nem csak az új lemezt, hanem sok egyéb extrát, benne az új hangzást kapott Time I-et is tartalmazza. Mind a lemez, mind a box set megjelenési dátuma augusztus 30. A Time II a megjelenése utáni hétben első lett a finn lemezeladási listán.

## Kiadványok

### Nagylemezek
- Wintersun (2004)
- Time I (2012)
- The Forest Seasons (2017)
- Time II (2024)

### Egyéb
- Live at Summer Breeze 2005 (DVD, 2005)
- Live at Tuska Festival 2013 (koncertlemez, 2017)
- The Forest Package (box set, 2017)
- Time Package (box set, 2024)

## Tagok

### Jelenlegi
- Jari Mäenpää – ének, gitár (2003–)
- Kai Hahto – dob (2004–)
- Teemu Mäntysaari – gitár, háttérének (2004–)
- Jukka Koskinen – basszusgitár, háttérének (2005–)

### Korábbi
- Oliver Fokin – gitár (2004)
- Asim Searah – gitár, háttérének (2017–2022)